# Gudrun Reinhardt
Gudrun Reinhardt (* 14. August 1939 in Köslin/Pommern) ist eine deutsche Politikerin der CDU.

## Ausbildung und Beruf
Nach dem Besuch des Gymnasiums erhielt Gudrun Reinhardt 1959 ihr Abitur. An der Universität Frankfurt/Main belegte sie von 1959 bis 1963 ein Mathematik-, Romanistik- und Sportstudium.

## Politik
Gudrun Reinhardt ist seit 1979 Mitglied der CDU. Ab 1979 wurde sie Mitglied des Rates der Stadt Siegen. Reinhardts weitere politischen Ämter: stellvertretende Kreisvorsitzende der CDU und Bezirksvorsitzende der Frauenunion Sauer-/Siegerland sowie Mitglied des Bezirksvorstandes der CDU Sauer-/Siegerland. Sie ist seit 1978 Mitglied des Elternvereins NW e.V.
Gudrun Reinhardt war vom 31. Mai 1990 bis zum 1. Juni 2000 Mitglied des 11. und 12. Landtags von Nordrhein-Westfalen in den sie jeweils über die Landesliste einzog.